# 瓦尔特·诺达克
瓦尔特·诺达克（Walter Noddack，1893年8月17日—1960年12月7日）是一位德国化学家。1925年，他与妻子伊达·诺达克以及奥托·伯格一起发现了第75号元素铼。